# Vinho fino
Vinho fino é uma designação tipicamente duriense dada ao seu vinho generoso fortificado e com a fermentação interrompida pela adição de aguardente vínica, o que o lhe permite simultâneamente manter uma considerável doçura (por se lhe ter interrompido a fermentação, isto é, a transformação de parte do açúcar em alcool). Normalmente a população do Douro prefere chamar vinho fino ao Vinho do Porto por entenderem que se trata dum produto Duriense que nada tem a ver com a cidade do Porto. Actualmente a legislação permite que este vinho generoso possa na verdade passar completamente à margem da cidade do Porto, mas durante centenas de anos, o vinho era lotado e exportado nos armazéns de Vila Nova de Gaia ou no Porto, e exportado maioritariamente por negociantes estabelecidos no Porto. 